# Peugeot Pulsion
Il Peugeot Pulsion è uno scooter prodotto dalla casa motociclistica francese Peugeot dal 2019.

## Storia

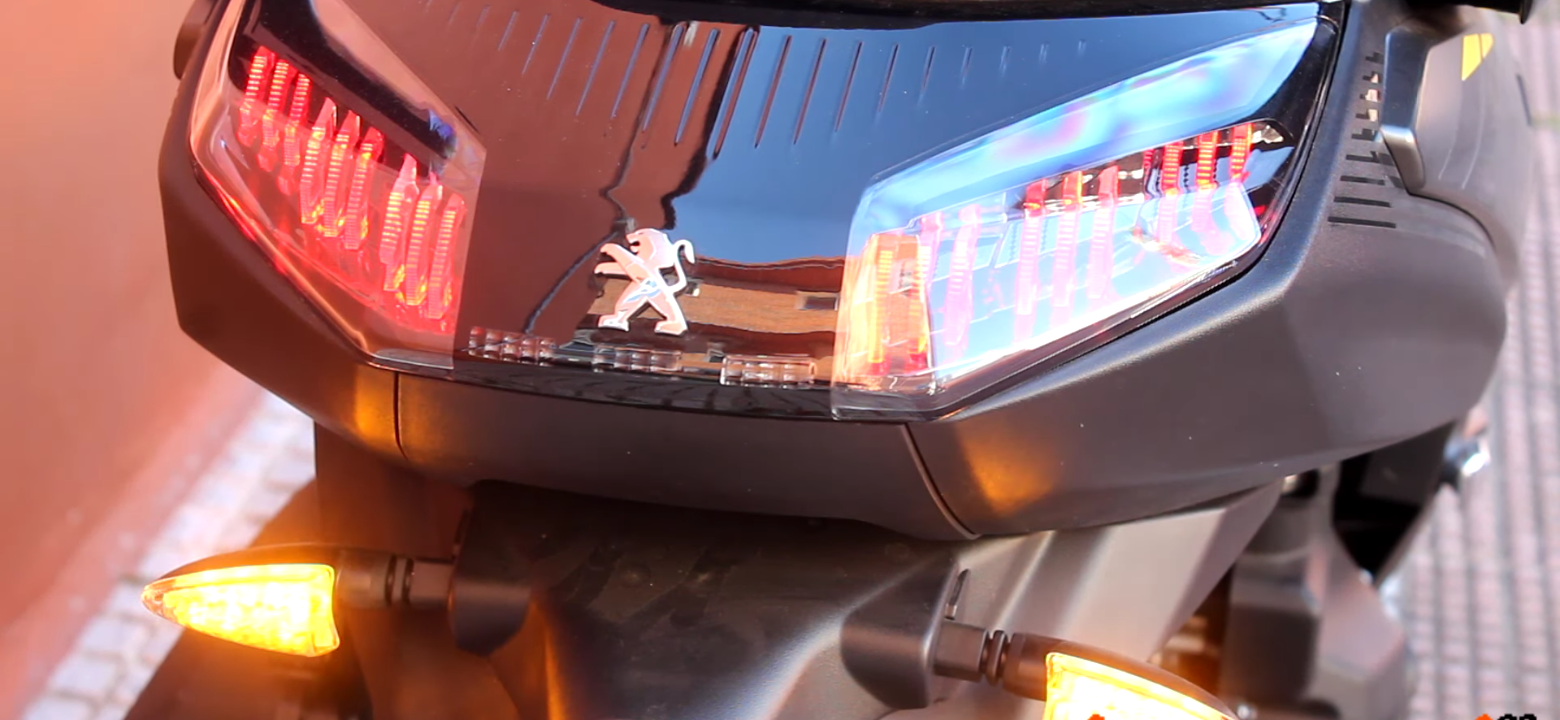
Dettaglio fari posteriori

Presentato al salone di Parigi nell'ottobre 2018, viene posto in vendita nel marzo 2019 e prodotto da maggio nella fabbrica di Mandeure.
Si tratta di uno scooter compatto con ruota da 14” all'anteriore e da 13” al posteriore che va a sostituire il precedente Satelis anche se presenta dimensioni più contenute. Due gli allestimenti al debutto: Allure ed RS.
L'unico motore disponibile è il 125 monocilindrico raffreddato a liquido !da 124.8 cc effettivi) che viene montato già sul Peugeot Citystar; tale unità eroga 14,6 CV a 9000 giri/min e una coppia massima di 11,9 Nm a 7000 giri. Il motore è omologato Euro 4 e la velocità massima è di 108 km/h.
Il telaio utilizza un forcellone anteriore con steli da 33 mm con escursione di 95 mm, mentre al posteriore invece è presente una coppia di ammortizzatori idraulici con escursione di 90 mm. L’impianto frenante utilizza un disco anteriore da 250 mm e un disco posteriore da 210 mm. Di serie ABS e frenata combinata.
La lunghezza è di 2065 mm (2113 mm incluso il portapacchi), la larghezza è di 765 mm, l’altezza è di 1425 mm. L'interasse misura 1460 mm, il peso a secco è di 165 kg. L’altezza della sella è di 790 millimetri.
Esteticamente è ispirato nel design alle autovetture del costruttore francese, con una mascherina di ampie dimensioni sullo scudo frontale con due fanali a LED posti agli estremi. Il posteriore presenta doppi fanali con barre verticali a LED. La strumentazione è mista con due quadranti analogici e al centro è presente uno schermo TFT da 5” con sistema multimediale iConnect che ha navigatore e possibilità di connettere smartphone iOS e Android.
Nel dicembre 2020 debutta la nuova gamma “Model Year 2021” composta dagli allestimenti Allure, Active e GT. Viene introdotto il nuovo motore 125 PowerMotion omologato Euro 5 che eroga 14,4 cavalli a 8800 giri/min una coppia di 12,4 Nm a 6900 giri/min.